# A Árvore dos Desejos (2.ª temporada)
A segunda temporada de A Árvore dos Desejos estreou a 9 de março e terminou a 4 de abril de 2020 na SIC. O programa é apresentado por João Manzarra.
As gravações da temporada foram suspensas por causa da pandemia de COVID-19.

## Emissão
| Partes  | Dia de Emissão | Apresentação  |
| ------- | -------------- | ------------- |
| Parte 1 | Sábados        | João Manzarra |
| Parte 2 | Domingos       | João Manzarra |

## Episódios
| Data                | Escola                         | Cidade                              |
| ------------------- | ------------------------------ | ----------------------------------- |
| 7 de março de 2020  | Escola Básica de Mação         | Mação, Distrito de Santarém         |
| 14 de março de 2020 | Escola Básica Pedro Nunes      | Alcácer do Sal, Distrito de Setúbal |
| 21 de março de 2020 | Centro Escolar de Lamego N.º 2 | Lamego, Distrito de Viseu           |
| 4 de abril de 2020  | Escola EB1 Mãe Soberana        | Loulé, Distrito de Faro             |

### Especiais
| Data                 | Escola | Cidade |
| -------------------- | ------ | ------ |
| 16 de agosto de 2020 | —      | —      |
| 23 de agosto de 2020 | —      | —      |